# Pleuroxus uncinatus
Pleuroxus uncinatus är en kräftdjursart som beskrevs av Baird 1850. Pleuroxus uncinatus ingår i släktet Pleuroxus och familjen Chydoridae. Inga underarter finns listade i Catalogue of Life.